# Theodoros Skutariotes
Theodoros Skutariotes (mittelgriechisch Θεόδωρος Σκουταριώτης; * ca. 1230) war ein byzantinischer Kleriker und Beamter unter der Herrschaft von Michael VIII. Palaiologos.
Als Diakon bearbeitete er das Almosenwesen (επί των δεήσεων) und wurde 1270 zum Dikaiophylax (δικαιοφύλακας) ernannt. Dann diente er als Botschafter des byzantinischen Kaisers bei Papst Nikolaus III. (1277) und wurde Metropolit von Kyzikos (Μητροπολίτης Κυζίκου) bis zu seiner Absetzung 1282.
Der deutsche Historiker August Heisenberg (1869–1930) identifiziert Skoutariotes mit dem Autor einer anonymen Chronik, die sich heute in Venedig befindet. Die Chronik beginnt mit der Erschaffung der Welt und endet im Jahr 1261. Sie gilt als Fortsetzung der Chronik von Georgios Akropolites, der im 13. Jahrhundert das wertvollste Werk dieser Art verfasste.